# ألفرد ألين
ألفرد ألين (بالإنجليزية: Alfred Allen)‏ هو ممثل أمريكي، ولد في 8 أبريل 1866 في الولايات المتحدة، وتوفي في 17 يونيو 1947 بلوس أنجلوس في الولايات المتحدة.

## وصلات خارجية
- ألفرد ألين على موقع IMDb (الإنجليزية)
- ألفرد ألين على موقع أول موفي (الإنجليزية)
- ألفرد ألين على موقع قاعدة بيانات الأفلام السويدية (السويدية)
- ألفرد ألين على موقع قاعدة بيانات الفيلم (الإنجليزية)
- ألفرد ألين على موقع كينوبويسك (الروسية)